# Money Money
"Money Money" é uma canção do grupo pop mexicano RBD, gravada para o seu quarto álbum de estúdio e primeiro em língua inglesa, Rebels (2006). Foi o terceiro e último single promocional do álbum, lançado em 19 de dezembro de 2006 na Espanha.
Composta por Anthony Calo, Gabriel Cruz, Aarón Peña, Francisco Saldaña, sendo o último integrante da dupla Luny Tunes e produtor da faixa, "Money Money" é derivada do dance-pop e reggaeton, e foi incluída no alinhamento da Celestial e Empezar Desde Cero Tour. O grupo realizou ainda uma performance da mesma durante o Miss Universo 2007, ocorrido no México.

## Antecedentes e lançamento
Após o lançamento de três álbuns de estúdio em espanhol e suas respectivas versões em português, o RBD começou as gravações de seu primeiro álbum com músicas em língua inglesa, logo após a passagem da banda pelo Brasil com a Tour Generación RBD. Em entrevista, Christian Chávez, um dos integrantes do sexteto, afirmou que o álbum seria lançado no final de 2007 ou no começo de 2008 e conteria canções com a participação do grupo Black Eyed Peas, além da produção de canções que fariam sucesso na Ásia e Europa, afirmando que "fariam três novas faixas, para que estas funcionassem na Ásia, Europa e onde quer que fossem, mas o resto continuaria a ser a essência do RBD".
O primeiro single retirado para promover Rebels foi "Tu Amor", lançado em 22 de setembro de 2006. A faixa entrou na tabela norte-americana Billboard Hot 100 na 65.ª posição, tornando-se a primeira do grupo a figurar nela. Em 19 de setembro de 2006, Rebels teve seu lançamento inicial nos Estados Unidos, e dois dias antes uma faixa promocional, "Wanna Play", havia sido distribuída no país. "Money Money" foi distribuída no mesmo formato de sua antecessora e apenas na Espanha.

## Apresentações ao vivo
"Money Money" esteve presente no alinhamento da terceira turnê mundial do RBD, Tour Celestial, a qual serviu de suporte especialmente para os discos Celestial e Rebels. Durante esta turnê, eles gravaram o álbum ao vivo Hecho en España, onde a faixa foi posta no sétimo número. Em 2007, o grupo foi convidado pelo empresário Donald Trump para que fizesse uma apresentação na edição do Miss Universo daquele ano, realizado no México. No evento, realizado em 28 de maio, o grupo apresentou um medley das canções "Wanna Play", "Cariño Mío" e "Money Money". Ainda em 2007, o grupo participou do Walmart Soundcheck, promovido pela rede de lojas de mesmo nome. Nessa ocasião, foram executadas as faixas "Cariño Mio" e "Money Money". A obra também foi incluída na penúltima turnê do sexteto, Empezar Desde Cero Tour, que resultou no DVD Live in Brasília — a canção é a terceira do andamento deste.